# Oldenlandia mellii
Oldenlandia mellii är en måreväxtart som först beskrevs av William James Tutcher, och fick sitt nu gällande namn av Woon Young Chun. Oldenlandia mellii ingår i släktet Oldenlandia och familjen måreväxter. Inga underarter finns listade i Catalogue of Life.